# الاحتجاجات الجيبوتية 2011
الاحتجاجات الجيبوتية 2011 هي سلسلة احتجاجات واسعة النطاق وأعمال شغب اعتباراً من يناير 2011 وحتى مارس. جيبوتي هي عضو في جامعة الدول العربية بسبب كون اللغة العربية هي اللغة الرسمية. أظهرت الاحتجاجات تأثيراً واضحا من الربيع العربي في شمال أفريقيا والشرق الأوسط. وانتهت الاحتجاجات بعد الاعتقالات الجماعية ومنع المراقبين الدوليين.

## خلفية الاحتجاجات
كان رئيس جيبوتي إسماعيل عمر جيله في منصبه منذ عام 1999 م، ولكن حكومته كانت في السلطة لمدة 34 عاما. في الآونة الأخيرة، قام جيله بتغيير الدستور ليتمكن من الحصول على ولاية ثالثة. أثبتت هذه الاحتجاجات أن هذه الخطوة لا تحظى بشعبية من سكان جيبوتي.
حدثت هذه الاحتجاجات في الأشهر التي سبقت الانتخابات الرئاسية في جيبوتي عام 2011 م.

## أحداث الاحتجاجات

### قبل 19 فبراير
في 28 يناير، تحول مئات من الناس للاحتجاج في مدينة جيبوتي. مماثلة لأحداث يوم 28 يناير، أصغر فقط. 300 شخص تجمعوا في ساحة في العاصمة، جيبوتي. في 18 فبراير، احتشد الآلاف ضد الرئيس، وجمع في استاد بهدف البقاء هناك حتى تلبية مطالبهم. ومع ذلك، فإن المظاهرة تصاعدت إلى اشتباكات بعد الغسق، حيث استخدمت الشرطة الهراوات والغاز المسيل للدموع ضد محتجين يلقون الأحجار. وقدم مسؤولون من الاتحاد من أجل التغيير الديمقراطي، وهي مجموعة شاملة من أحزاب المعارضة الثلاثة، والخطب في مظاهرة تدعو إلى غله على الاستقالة.

### 19-25 فبراير
في 19 فبراير، تم الإبلاغ عن أن الاشتباكات تكثيف. المتظاهرون المناهضون للحكومة اشتبكوا مع قوات الأمن بعد 24 ساعة من مئات المتظاهرين يطالبون خطوة الرئيس ألقوا الحجارة على شرطة مكافحة الشغب أسفل الذين ردوا بالغاز المسيل للدموع. قتل شرطي واحد على الأقل، وقالت المصادر كما تم قتل أحد المتظاهرين. واعتقل زعماء الاحتجاج وفي اليوم التالي، أصدرت السلطات جيبوتي زعماء المعارضة الثلاثة خصوم الرئيس إسماعيل جيله اشتبكوا مع الشرطة.
تم تعيين قادة الحركات الحقوق المدنية جيبوتي وأحزاب المعارضة ومنظمي الاحتجاج لتلبية يوم 24 فبراير للتخطيط لاحتجاجات حاشدة في اليوم التالي. الشرطة بالنيابة عن اعتقال 300 Gulleh المنظمين أثناء وبعد احتجاجات واسعة في 18 فبراير، مع استخدام التقارير المتعلقة بالتعذيب للناشطين في قور. بعد فشل القادة على تحويل ما يصل في 24 فبراير، صرح زعيم المعارضة برهان محمد علي انه يخشى الاحتجاجات قد فقدت الزخم. وكان من المقرر الاحتجاجات في مارس 4، ولكنه لا يزال يتعين نرى ما إذا كان سيكون قادرا جيبوتي لتنسيق أنفسهم دون قادة اعتقلت 300.

### 26 فبراير - 11 مارس
يوم 3 مارس، أمرت جيبوتي حزبها المعارضة لإلغاء لها احتجاجات مناهضة للحكومة التي كان من المقرر عقدها يوم 4 مارس 2011 بسبب موجة صعود السابقة في الشهر السابق تحولت إلى أعمال عنف. وقال محمد داود، رئيس المعارضة جيبوتي الحزب للتنمية، أن الاحتجاجات سوف تحدث كما كان مقررا. على الجنود 4 والشرطة تملأ الشوارع لمنع المظاهرة المخطط لها تقطع الطريق أمام ملعب الرئيسي في المدينة حيث كانت لديهم حدثت ومنع الاحتجاج. وكان المقرر تنظيم احتجاج في مارس 11، ولكن قوات الأمن يفسد الاحتجاج واعتقلت قادة المعارضة 4.

### 21 فبراير
انتقلت الثورات التي تجتاح عدة دول عربية إلى جيبوتي ذات الأهمية الإستراتيجية الواقعة على الساحل الشمالي الشرقي لأفريقيا.
وصرحت أحزاب معارضة بأن أكثر من ثلاثين ألفا خرجوا يوم الجمعة احتجاجا على حكم الرئيس عمر غيلة الذي ألغى العام الماضي فقرة دستورية تسمح له بالحكم لولايتين، ليسمح له بالترشح للمرة الثالثة للانتخابات المزمع إجراؤها في أبريل/نيسان المقبل.
وقال زعيم المعارضة إسماعيل غيدي هاريد، الذي اعتقل ثم أفرج عنه مع اثنين آخرين، لصحيفة فايننشال تايمز إن المظاهرات استمرت في سبعة مدن، وأكد أن مظاهرات أكثر تنظيما ستخرج قريبا.
وأضاف أن الناس يتظاهرون ضد الدكتاتورية وغياب الديمقراطية والحكم لأكثر من ولاية، مؤكدا أن الأحزاب المعارضة اتخذت قرارا باستمرار المظاهرات.
وتنقل الصحيفة عن شاهد عيان أن المظاهرة بدأت سلمية غير أن الشرطة سرعان ما أطلقت القنابل المدمعة وفرقت الجموع.
أما وزير الداخلية فقال لفايننشال تايمز إن عدد المتظاهرين يتراوح ما بين خمسمائة وثمانمائة فقط، وقد اعتقلت الشرطة نحو أربعين منهم.
من جانبه قال عبد الرحمن بوريه-وهو الصديق السابق للنظام في المنفى- إن الرئيس لن يفلت بفعلته، فقد اخترق الدستور، وهذا أمر غير مقبول اليوم في ظل مع ما يجري في الدول العربية.
وأضاف بوريه أن الطبقة المتوسطة لم يعد لها وجود، وحان الوقت كي لا يبقى هناك أي فقير.
يذكر أن جيبوتي تتمتع بأهمية إستراتيجية باعتبارها قاعدة أساسية لمكافحة الإرهاب والقراصنة، كما تحتضن هذه البلاد -التي تعتبرها واشنطن «موقعا إستراتيجيا حيويا»- القيادة العسكرية الأميركية «أفريكوم».

## رقابة
في 9 فبراير، ألقي القبض على رئيس جامعة جيبوتي لحقوق الإنسان.
في 21 مارس، طردوا مراقبي الانتخابات الأميركية من البلاد، التي كان يمكن أن يكون مهمة لمراقبة الانتخابات الرئاسية 2011 أبريل.

## استجابة
حذرت وزارة المملكة المتحدة للشؤون الخارجية بعدم السفر إلى جيبوتي.